# David Keith
Pour les articles homonymes, voir David Keith (homonymie) et Keith.
Ne doit pas être confondu avec Keith David.
David Keith est un acteur, producteur et réalisateur américain, né le 8 mai 1954 à Knoxville, dans le Tennessee (États-Unis).
Au cinéma, il a joué dans Officier et Gentleman, Charlie, Les Disparues du pensionnat, L'Indien du placard, La Couleur du destin, U-571, Les Chemins de la dignité, En territoire ennemi et Daredevil.
A la télévision, il a fait des apparitions dans les séries : Walker, Texas Ranger, Le Flic de Shanghaï, NCIS : Enquêtes spéciales, New York, section criminelle, Les Experts : Miami, Nikita et Hawaii 5-0.

## Filmographie

### Acteur

#### Cinéma
- 1979 : The Great Santini de Lewis John Carlino : Red Petus
- 1979 : The Rose de Mark Rydell : Pfc. Mal
- 1980 : Brubaker de Stuart Rosenberg : Larry Lee Bullen
- 1981 : Back Roads de Martin Ritt : Mason
- 1981 : Take This Job and Shove It de Gus Trikonis : Harry Meade
- 1982 : Officier et Gentleman (An Officer and a Gentleman) de Taylor Hackford : Sid Worley
- 1983 : Independence Day de Robert Mandel : Jack Parker
- 1983 : La Loi des seigneurs (en) (The Lords of Discipline) de Franc Roddam : Will
- 1984 : Charlie (Firestarter) de Mark L. Lester : Andrew 'Andy' McGee
- 1986 : The Whoopee Boys de John Byrum : Washington Square Peddler
- 1987 : White of the Eye de Donald Cammell : Paul White
- 1988 : The Further Adventures of Tennessee Buck de David Keith : Buck Malone
- 1988 : Heartbreak Hotel de Chris Columbus : Elvis Presley
- 1990 : The Two Jakes de Jack Nicholson : Det. Lt. Loach
- 1991 : Off and Running de Edward Bianchi : Jack Cornett
- 1992 : La Belle et le léopard (Running Wild) de Duncan McLachlan : Jack Hutton
- 1992 : Caged Fear de Robert Houston : Tommy Lane
- 1993 : Les Intrus (Distant Cousins) de Andrew Lane : Harry Young
- 1994 : Temptation de Strathford Hamilton : Bone Babancourt
- 1994 : Ernest Goes to School de Coke Sam : Squint Westwood
- 1994 : Till the End of the Night de Larry Brand : Garrett Hill
- 1994 : Les Indians 2 (Major League II) de David S. Ward : Jack Parkman
- 1994 : Strip Girl (Raw Justice) de David Prior : Mace
- 1995 : Les Disparues du pensionnat (Deadly Sins) de Michael Robison : Jack Gales
- 1995 : L'Indien du placard (The Indian in the Cupboard) de Frank Oz : Boo-hoo Boone
- 1995 : Gold Diggers: The Secret of Bear Mountain de Kevin James Dobson : Ray Karnisak
- 1996 : Judge and Jury de John Eyres : Joseph Meeker
- 1996 : La Couleur du destin (A Family Thing) de Richard Pearce : Sonny
- 1996 : Piège intime (Invasion of Privacy) de Anthony Hickox : Sgt. Rutherford
- 1997 : Rouge sang (Red-Blooded American Girl II) de David Blyth : Mr. Colbert
- 1998 : Embuscade (Ambushed)  de Ernest Dickerson : Deputy Lawrence
- 1999 : Question of Privilege de Rick Stevenson : Carter Roberts
- 1999 : Secret of the Andes de Alejandro Azzano : Brooks Willings
- 1999 : If... Dog... Rabbit... de Matthew Modine : Parole Officer Gilmore
- 2000 : U-571 de Jonathan Mostow : Maj. Matthew Coonan
- 2000 : Les Chemins de la dignité (Men of Honor) de George Tillman Jr. : Captain Hartigan
- 2001 : Clover Bend : Mcgrary
- 2001 : The Stickup : Ray DeCarlo
- 2001 : Cahoots de Dirk Benedict : Harley
- 2001 : Burning Down the House de Philippe Mora
- 2001 : World Traveler, de Bart Freundlich : Richard
- 2001 : Anthrax de Rick Stevenson : Adam Stewart
- 2001 : En territoire ennemi (Behind Enemy Lines) de John Moore : Master Chief Tom O'Malley
- 2002 : Mother Ghost : Carey
- 2003 : Waterville de David Keith : Blake Robison
- 2003 : Daredevil de Mark Steven Johnson : Jack Murdock
- 2003 : La Malédiction du Pendu (Hangman's Curse) de Rafal Zielinski : Nate Springfield
- 2003 : La Créature des abysses (Deep Shock) : Capt. Andrew (Andy) Raines
- 2004 : The Kings of Brooklyn de Lance Lane : Scoggins
- 2004 : Trouve ta voix (Raise Your Voice) de Sean McNamara : Simon Fletcher
- 2005 : All Souls Day: Dia de los Muertos de Jeremy Kasten : Sheriff Blanco (Ricky White, adulte)
- 2005 : Come Away Home de Doug McKeon : Sheriff Jantz
- 2006 : Miracle Dogs Too (vidéo) : Mr. Mulvaney
- 2006 : In Her Line of Fire : Vice-président ( VF Thierry Buisson )
- 2006 : Expiration Date de Rick Stevenson : Wild William

#### Télévision
- 1979 : Co-ed Fever (série télévisée) : Tuck
- 1979 : Mort au combat (Friendly Fire) (TV) : Leroy Hamilton
- 1980 : The Golden Moment: An Olympic Love Story (TV) : Wayne Robinson
- 1985 : Gulag (TV) : Mickey Almon
- 1986 : Si c'était demain (If Tomorrow Comes) (feuilleton TV) : Daniel Cooper
- 1989 : Guts and Glory: The Rise and Fall of Oliver North (TV) : Lt. Col. Oliver North
- 1991 : Flesh 'n' Blood (série télévisée) : Arlo Weed
- 1992 : Liar's Edge (TV) : Gary Kirkpatrick
- 1993 : Pour l'amour de Jessica (Whose Child Is This? The War for Baby Jessica) (TV) : Dan Schmidt
- 1994 : Texas (vidéo) : Jim Bowie
- 1994 : XXX's & OOO's (TV) : Bullet Dobbs
- 1996 : Troubles (Strangers) : Richard
- 1996 : Les Yeux d'un tueur (If Looks Could Kill) (TV) : Det. Peter Stanford
- 1996 : Local Heroes (série télévisée)
- 1996 : Strangers (Troubles) - Crash (série télévisée érotique) : Richard
- 1996 : Haute Tension (High Incident) (série télévisée) : Sgt. Jim Marsh (1996-1997)
- 1998 : La Proie du collectionneur (Perfect Prey) (TV) : Dwayne Alan Clay
- 1998 : Au-delà du réel : L'aventure continue (The Outer Limits) (TV) : Jason (épisode 4.17 : Lithia).
- 1998 : Embrouille à Poodle Springs (Poodle Springs) (TV) : Larry Victor / Charles Nichols
- 1999 : Le Tourbillon des souvenirs (A Memory in My Heart) (TV) : Matt
- 2001 : Last Dance (TV)

- 2001 : Intime trahison (Love and Treason) (TV) : Eli Dixon
- 2001 : Constant Payne (TV) : Alexander "Doc" Payne
- 2001 : Alien Evolution (Epoch) (TV) : Mason Rand
- 2001 : New York, unité spéciale (saison 3, épisode 6) : détective John Hawkins
- 2002 : In the Echo (TV)
- 2002 : Carrie (TV) : Detective John Mulcahey
- 2002 : Jurassic Tiger (Sabretooth) (TV) : Bob Thatcher
- 2003 : Alien Evolution 2 (Epoch: Evolution) (TV) : Mason Rand
- 2004 : NCIS : Enquêtes spéciales (saison 2, épisode 1) : Capitaine Watson
- 2005 : Path of Destruction (TV) : Roy Stark
- 2005 : Locusts: The 8th Plague (TV) : Gary
- 2005 : New York, section criminelle (saison 5, épisode 4) : détective Mark Virgini
- 2008 :  Les Experts : Miami : Evan Caldwell
- 2010 : Lone Star (série télévisée) : John Allen
- 2010 : Le Cœur de l'océan (Beneath the Blue) (TV) : Hawk (VF :Thierry Buisson)
- 2012 : Nikita : Richard (VF :Thierry Buisson )
- 2014 : Warren Jeffs : Le Gourou polygame (Outlaw Prophet: Warren Jeffs) (TV) : Gary Engels (VF Thierry Buisson )

### Réalisateur
- 1987 : La Malédiction céleste (The Curse)
- 1988 : The Further Adventures of Tennessee Buck

### Producteur
- 2003 : Waterville